# Steve Pearce (giocatore di baseball)
Steven Wayne Pearce, detto Steve (Lakeland, 13 aprile 1983), è un ex giocatore di baseball statunitense, prima base ed esterno per i Boston Red Sox della Major League Baseball.

## Carriera

### Gli Inizi
Pearce, fu selezionato due volte nei draft MLB, ma non firmò in entrambe le occasioni; la prima volta al 45º round del draft 2003 dai Minnesota Twins e la seconda al 10º round del draft 2004 dai Boston Red Sox.
Entrò nel baseball professionistico nel 2005, venendo selezionato (per la terza volta in assoluto) dai Pittsburgh Pirates durante l'8º round.

### Major League Baseball
Esordì in MLB il 1º settembre 2007 al Miller Park di Milwaukee, contro i Milwaukee Brewers. Rimase a Pittsburgh quattro anni.
Il 3 gennaio del 2012, Pearce da free agent firmò un contratto di MiLB con i Minnesota Twins. Il 27 marzo prima dell'inizio della stagione fu svincolato dalla squadra e, il giorno seguente, firmò con i New York Yankees. Durante la sola stagione 2012 cambiò squadra altre quattro volte giocando con gli Orioles, gli Astros, gli Yankees e di nuovo gli Orioles; con quest'ultima rimase poi fino al 2 novembre 2015 quando tornò free agent. Dopo aver giocato la prima parte della stagione 2016 con i Tampa Bay Rays, tornò il 1º agosto a Baltimora dove rimase fino al termine della stagione. Il 5 dicembre 2016 firmò con i Toronto Blue Jays.
Il 28 giugno 2018, Pearce fu scambiato con i Boston Red Sox in cambio dell'esterno di minor league Santiago Espinal. A fine stagione fu premiato come miglior giocatore delle World Series 2018 dopo avere battuto 3 fuoricampo (2 dei quali nella decisiva gara 5) e 8 punti battuti a casa.
Il 14 aprile 2020 ha annunciato il proprio ritiro.

### Nazionale
Con la nazionale di baseball degli Stati Uniti d'America vinse il Campionato mondiale di baseball 2007.

## Palmarès

### Club
- World Series: 1

Boston Red Sox: 2018

### Individuale
- MVP delle World Series: 1

2018

### Nazionale
- Campionato mondiale di baseball:  Medaglia d'Oro

Team USA: 2007